# 마립간
마립간(麻立干) 또는 매금(寐錦)은 신라의 17대 왕인 내물 마립간부터 22대 군주인 지증 마립간까지 사용한 호칭이다.
사용 시기는 삼국유사와 삼국사기의 기록에 따라 상이한데, 삼국유사에서는 내물 마립간 시대부터 사용하기 시작하였다고 기록하고 있으며, 삼국사기에서는 눌지 마립간 시대부터 사용하기 시작하였다고 기록하고 있다. 또한 지증왕은 초기에 지증 마립간이었으나, 국호를 신라로 고치면서 왕호도 왕으로 고쳐서, 지증왕으로 불린다.
김대문에 따르면, 마립간은 '말뚝의 왕'이라고 한다. 여기서의 말뚝은 조선시대의 품석(品石)과 같은 것으로, 마립간은 '으뜸가는 품계'라는 뜻이다.
《태평어람(太平御覽)》 권781, 사이부(四夷部) 동이(東夷)2 신라조에는 “부견(符堅) 건원(建元) 18년(382) 신라국왕(新羅國王) 누한(樓寒)이 사신을 보냈다.”라고 되어 있고, 《광개토왕릉비문》에는 영락(永樂) 10년(400) 신라 매금(寐錦)이 조공한 것으로 되어 있다. 여기에서 누한과 매금은 마립간의 이표기(異表記)로 본다. '누한'은 '마루한' 즉 여러 간(干) 중에 으뜸이 되는 간을 의미하는 것으로 여겨진다. 이와 비슷한 견해로 'ᄆᆞᄅᆞ한·ᄆᆞᆯ한'으로 ‘頭·上·宗’의 뜻이며, 그 어근은 'ᄆᆞᆮ'으로 해석하기도 한다.
'매금(寐錦)'이라는 호칭이 주로 고구려 관련 비문에서만 보이는 점과 중원고구려비에 고구려가 신라 고위층에게 의복을 하사한 부분과 '錦'의 뜻이 '비단'이라는 점에 주목하여 고구려가 신라의 왕호인 '마립간' 또는 '이사금'을 중국식으로 한자 표기한 것이라는 견해가 있다. 한편 '泥師今 > 寐錦' 변화를 비판하며 '마립간'의 'ㄹ'탈락 현상이라는 견해가 있다. 즉 'marikan > maikwm' 변화라는 것이며 이는 '나리 > 내, 모리 > 뫼, 소리 > 쇠' 등과 같은 현상이다. 또한 크다는 의미의 단어 'ᄆᆞᆯ'과 매금의 '매(寐)'가 모두 고대어 'ᄆᆞ리'로부터 유래한 동계어라는 견해가 있다.

## 역대 마립간
| 왕조명    | 대수 | 칭호                                                       | 시호               | 휘                                                          | 재위 기간                   | 기타                      |
| --------- | ---- | ---------------------------------------------------------- | ------------------ | ----------------------------------------------------------- | --------------------------- | ------------------------- |
| 김씨 왕조 | 17   | 내물 마립간(奈勿麻立干)                                    |                    | 내물(奈勿), 나밀(那密)                                      | 356년 ~ 402년               | 각간 말구(末仇)의 아들.   |
| 김씨 왕조 | 18   | 실성 마립간(實聖麻立干)                                    | 실성(實聖)         | 402년 ~ 417년                                               | 이찬 대서지(大西知)의 아들. |                           |
| 김씨 왕조 | 19   | 눌지 마립간(訥祗麻立干)                                    | 눌지(訥祗)         | 417년 ~ 458년                                               | 내물 마립간의 장자.         |                           |
| 김씨 왕조 | 20   | 자비 마립간(慈悲麻立干)                                    | 자비(慈悲)         | 458년 ~ 479년                                               | 눌지 마립간의 장자.         |                           |
| 김씨 왕조 | 21   | 소지 마립간(炤知麻立干)                                    | 소지(炤知)         | 479년 ~ 500년                                               | 자비 마립간의 장자.         |                           |
| 김씨 왕조 | 22   | 지증 마립간(智證麻立干)                                    | 지증대왕(智證大王) | 지대로(智大路), 지도로(智度路 / 智度盧) 또는 지철로(智哲盧) | 500년 ~ 514년               | 습보 갈문왕(習寶)의 아들. |
| 김씨 왕조 | 23   | 모즉지매금왕(牟卽智寐錦王) 또는 무즉지매금왕(另卽智麻立干) | 법흥대왕(法興大王) | 원종(原宗), 모즉지(牟卽智) 또는 무즉지(另卽智)              | 514년 ~ 540년               | 지증왕의 아들.            |

## 같이 보기
- 거서간
- 차차웅
- 이사금

## 참고 문헌
- 일연 (1281). 〈권제1 남해 차차웅 條〉. 《삼국유사》.